# Grand Prix automobile de Belgique 1963
GP précédent GP suivant
Le Grand Prix de Belgique 1963 (XXIIIe Grand Prix de Belgique / XXIII Grote Prijs van Belgie), disputé sur le circuit de Spa-Francorchamps le 9 juin 1963, est la cent-treizième épreuve du championnat du monde de Formule 1 courue depuis 1950 et la deuxième manche du championnat 1963.

## Contexte avant la course

### Le championnat du monde
Depuis 1961, la Formule 1 suit la réglementation 1 500 cm3 (dérivée de l'ancienne Formule 2 de la période 1957 à 1960). Initialement prévue pour une période de trois ans, la formule vient d'être prolongée de deux années supplémentaires par la Commission sportive internationale, garantissant la stabilité technique jusqu'à fin 1965. La réglementation s'appuie sur les points suivants :
- interdiction des moteurs suralimentés
- cylindrée minimale : 1 300 cm3
- cylindrée maximale : 1 500 cm3
- poids minimal : 450 kg (à sec)
- double circuit de freinage obligatoire
- arceau de sécurité obligatoire (le haut du cerceau devant dépasser le casque du pilote)
- démarreur de bord obligatoire
- carburant commercial
- ravitaillement en huile interdit durant la course

L'année 1962 avait été marquée par le duel entre Jim Clark et Graham Hill, ce dernier ayant remporté le titre sur sa BRM à l'issue de la dernière course, son rival ayant perdu victoire et championnat lorsque sa révolutionnaire Lotus 25 à châssis monocoque avait été stoppée par un problème mécanique. La saison 1963 a commencé sous les mêmes auspices, Hill ayant imposé sa BRM au Grand Prix de Monaco après un nouvel abandon de Clark, qui avait dominé l'épreuve avant d'être contraint à l'abandon à case du blocage de sa boîte de vitesses.

### Le circuit
C'est en 1924, à l'occasion des 24 Heures de Spa, qu'eut lieu le premier évènement majeur sur le tracé naturel de Spa-Francorchamps. Quatre auparavant, la découverte du site avait donné à Jules de Thiers l'idée d'utiliser les routes reliant Francorchamps, Malmedy et Stavelot afin de créer un circuit caractérisé par un relief très marqué et des courbes rapides exigeant une grande maîtrise de la part des pilotes. Le tracé fut inauguré en 1921 à l'occasion d'une course motocycliste et fut utilisé dès l'année suivante pour les courses auto et motos. Développant initialement près de quinze kilomètres, le tracé a depuis été légèrement modifié, notamment par le court-circuitage du secteur de l'ancienne douane grâce à la création du Raidillon de l'Eau Rouge, impressionnante montée à 17%, et sa longueur a été ramenée à quatorze kilomètres. Lors des essais qualificatifs du Grand Prix de 1960, Jack Brabham avait réalisé un tour à plus de 220 km/h au volant de sa Cooper, s'attribuant le record officieux de la piste.

## Monoplaces en lice
- BRM P57 "Usine"

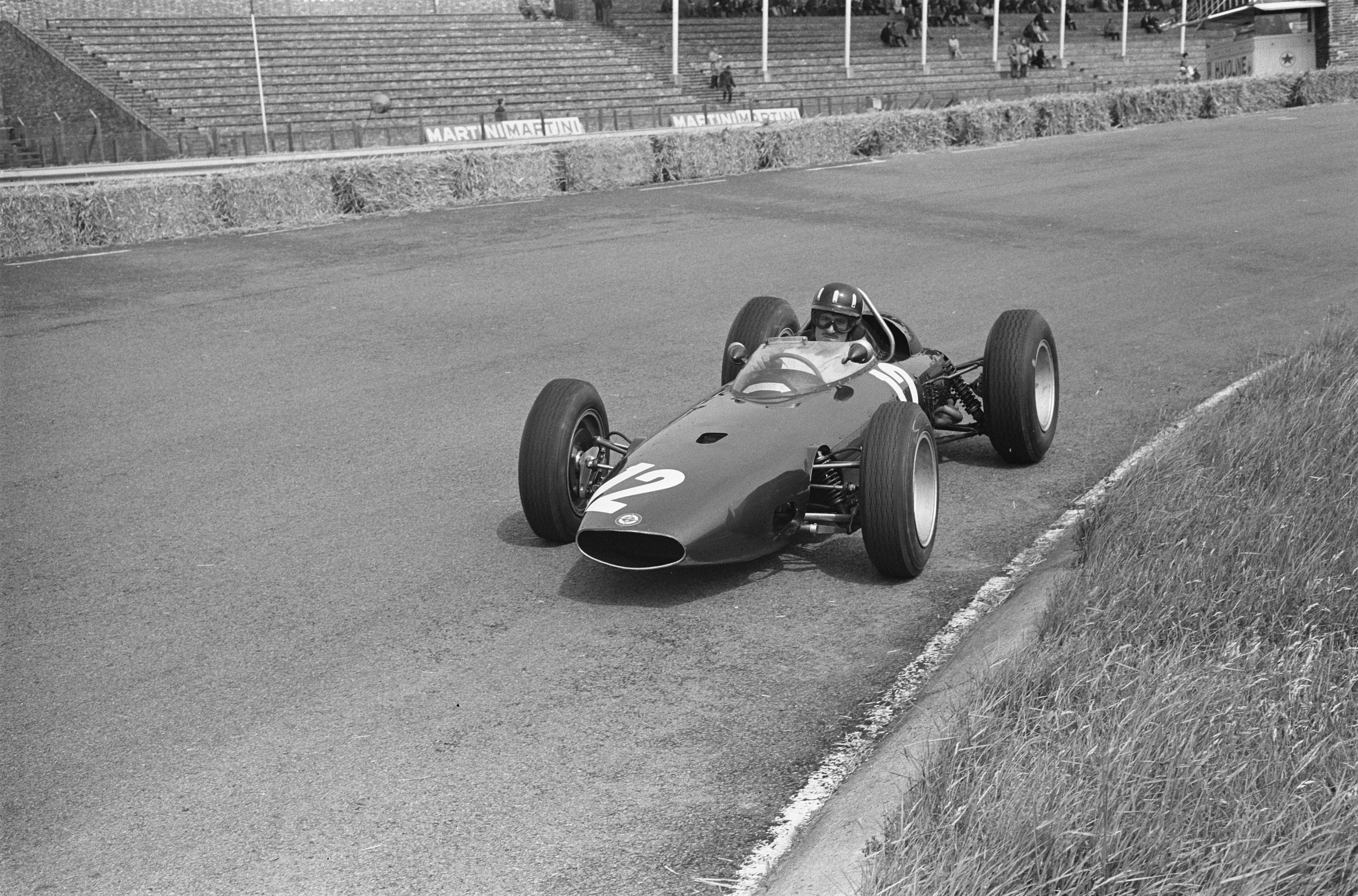
La BRM P57 de Graham Hill.

La nouvelle P61 à structure monocoque n'est pas achevée, Graham Hill et Richie Ginther utilisent une fois encore les P57 à châssis tubulaire qui leur ont permis de réaliser le doublé au Grand Prix de Monaco. Ces monoplaces de 475 kg sont équipées d'un moteur V8 à injection indirecte Lucas développant 200 chevaux. Celle de Ginther dispose de la boîte de vitesses à six rapports prévue pour la P61, celle de Hill ayant toujours la traditionnelle boîte 'cinq', tout comme le mulet mis à la disposition des deux pilotes. Cette voiture de réserve aurait d'ailleurs dû être cédée à la Scuderia Centro Sud et pilotée par Lorenzo Bandini, mais l'équipe de Bourne a postposé sa vente jusqu'à l'arrivée de la nouvelle voiture.
- Lotus 25 "Usine"

La Lotus 25 à structure monocoque (quatre fois plus rigide que les traditionnels châssis multitubulaires) est de loin la machine la plus performante du plateau, faute d'être la plus fiable. Pour la saison 1963, elle dispose de la dernière version du moteur V8 Coventry Climax FWMV, à injection indirecte Lucas, délivrant 198 chevaux à 9500 tr/min. La transmission est assurée par une boîte de vitesses ZF à cinq rapports. Compacte et basse, la '25' ne pèse que 455 kg à sec et exige une position de conduite très allongée, contrainte dont s'est parfaitement accommodé Jim Clark mais handicapant son coéquipier Trevor Taylor, de plus grande taille que le pilote écossais. Tous deux pilotent les mêmes voitures qu'à Monaco, l'équipe ayant également une voiture de réserve, un peu moins performante car utilisant un moteur V8 de la saison précédente, à quatre carburateurs double corps (184 chevaux).
- Lotus 24 privées

L'écurie British Racing Partnership (BRP), dirigée par Alfred Moss et Ken Gregory, a cette année construit sa propre monoplace mais engage en outre une Lotus 24 de la saison précédente (châssis tubulaire, moteur V8 BRM, 455 kg) pour le Texan Jim Hall. Joseph Siffert pilote un modèle identique, que le pilote suisse a racheté à son ex-employeur Georges Filipinetti.
- Cooper T66 "Usine"

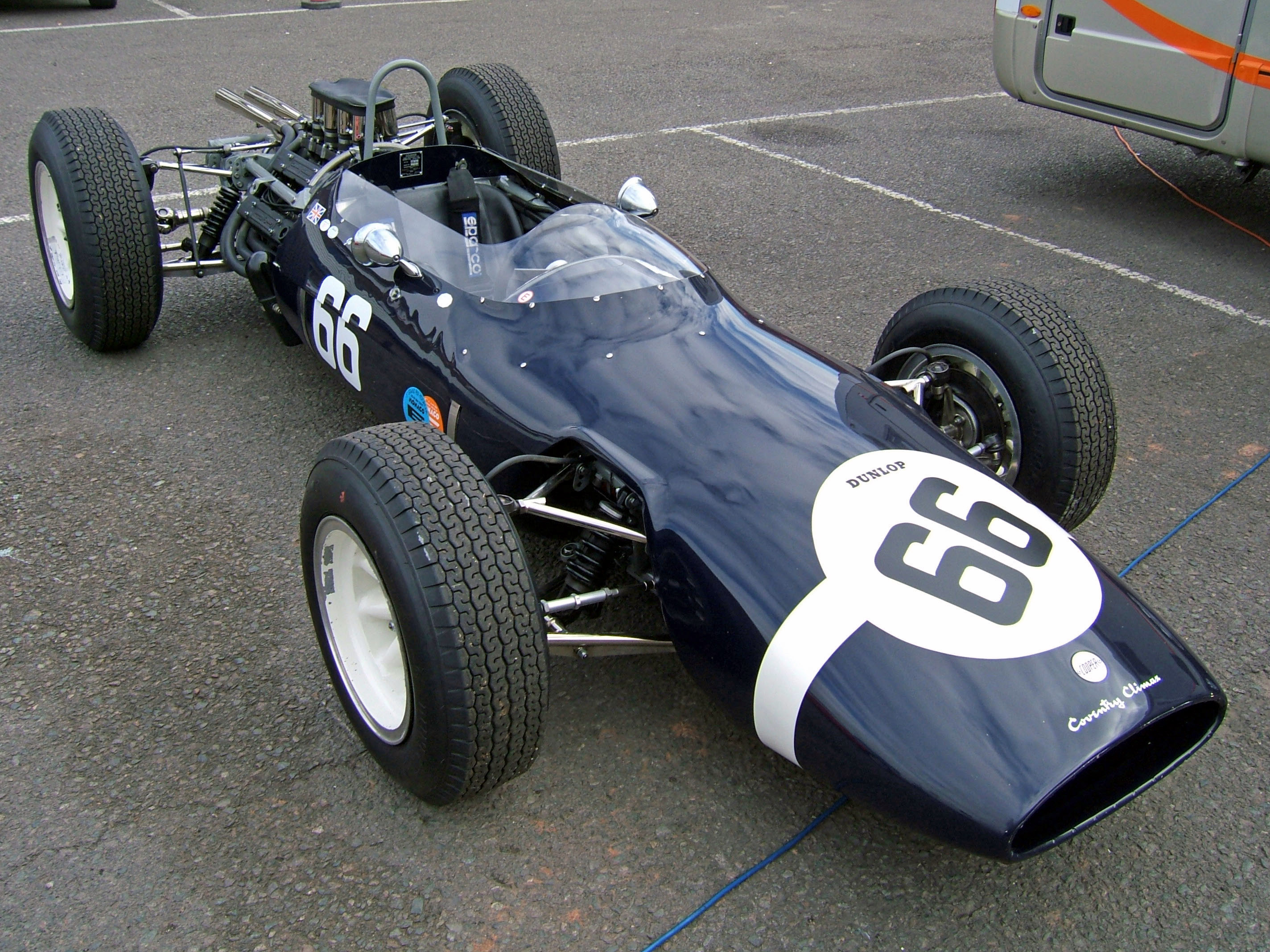
Une Cooper T66 aux couleurs de Rob Walker

L'équipe britannique a préparé deux T66 à moteur V8 Climax à injection pour Bruce McLaren et Tony Maggs. Conçues par Owen Maddock, ces monoplaces de 460 kg sont dotées d'une boîte de vitesses à six rapports. Celle de McLaren bénéficie d'un pare-brise profilé, améliorant la vitesse de pointe.
- Cooper T60 & T66 privées

Comme à Monaco, Joakim Bonnier dispose de la T60 de Rob Walker, dotée d'un moteur V8 Climax à injection mais pourra également utiliser la T66 dont l'équipe vient de terminer la préparation ; elle utilise également un moteur V8 Climax à injection, accouplé à la nouvelle boîte de vitesses Colotti à six rapports.
- Ferrari 156 "Usine"

La Scuderia Ferrari engage deux 156-63 pour John Surtees et Willy Mairesse. Ces monoplaces reprennent les éléments mécaniques des 156 championnes du monde en 1961, mais le châssis multitubulaire et les suspensions ont été redessinés par Mauro Forghieri. Il s'agit d'un modèle de transition avant l'arrivée de la nouvelle voiture à structure monocoque, prévue pour la fin de l'été. Pesant 480 kg, les 156-63 sont dotées de la dernière version du V6 à 120°, désormais doté d'un système d'injection directe Bosch, développant 200 à 10500 tr/min ; mis au point par l'ingénieur suisse Michael May, ce moteur est accouplé à une boîte de vitesses à six rapports.
- Brabham BT3 & BT7 "Usine"

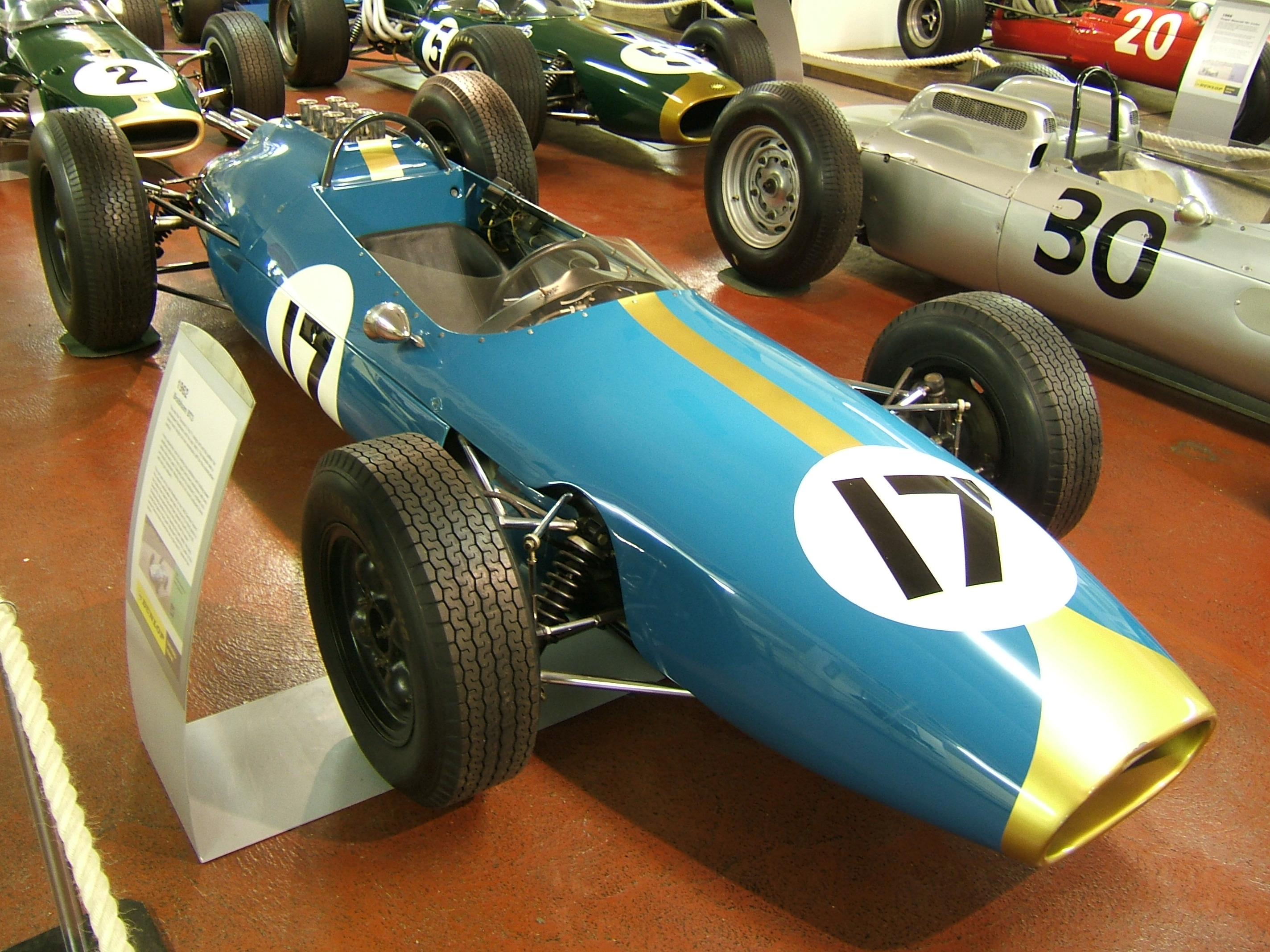
La BT3, première F1 réalisée par le pilote-constructeur Jack Brabham.

Associé à son compatriote Ron Tauranac, le double champion du monde Jack Brabham a construit des monoplaces de Formule Junior avant de réaliser sa première monoplace de Formule 1 en 1962, la Brabham BT3, qu'il a étrennée en course lors du Grand Prix d'Allemagne. Ayant obtenu des résultats prometteurs en fin de saison, le pilote-constructeur s'est adjoint les services de Dan Gurney pour la saison 1963. Ce dernier dispose de la nouvelle BT7, tandis que Brabham utilise toujours la BT3, le second châssis BT7 n'étant pas terminé. Techniquement très proches, ces deux modèles à châssis multitubulaire sont équipés du moteur V8 Climax à injection. La BT3 utilise une boîte de vitesses Colotti à six rapports, la BT7 une boîte Hewland à cinq rapports. Elles pèsent respectivement 465 et 470 kg à vide.
- ATS 100 "Usine"

Des problèmes de mise au point ont retardé l'apparition en course des ATS, initialement prévue au Grand Prix d'Imola en avril. Bien que la tenue de route des monoplaces italiennes laisse encore à désirer, Carlo Chiti et son équipe ont toutefois tenu à participer à l'épreuve belge, avec deux voitures engagées pour Phil Hill et Giancarlo Baghetti. Pesant 460 kg, les ATS 100 ont un châssis multitubulaire et sont équipées d'un moteur V8 de 190 chevaux, accouplé à une boîte de vitesses Colotti à six rapports.
- BRP MK1 "Usine"

Conçue par le chef mécanicien Tony Robinson, la BRP est une monoplace à châssis monocoque dont la ligne s'inspire de la Lotus 25. Équipée d'un moteur V8 BRM accouplé à une boîte de vitesses Colotti à cinq rapports, elle pèse 475 kg à vide. La voiture a été testée par son concepteur sur le circuit de Silverstone avant de faire ses débuts en course aux mains d'Innes Ireland.
- Lola Mk4 privées

Comme à Monaco, Reg Parnell aligne les deux Lola Mk4 qu'il a rachetées à l'équipe Bowmaker Racing. Premier pilote, Chris Amon est épaulé par Lucien Bianchi pour cette course. Les Mk4 pèsent 490 kg et sont équipées d'un moteur V8 Climax à carburateurs. La voiture d'Amon (version Mk4A) est équipée d'une boîte de vitesses Colotti à six rapports, celle de Bianchi, plus ancienne, d'une boîte cinq vitesses.
- Scirocco SP

Financée par le jeune mécène américain Hugh Powell, l'équipe Scirocco fait débuter sa première monoplace construite, dérivée de l'Emeryson Mk3 et équipée d'un moteur V8 BRM. Elle est aux mains de Tony Settember. Également inscrit, Ian Burgess a dû déclarer forfait, la deuxième voiture n'étant pas terminée.
- Porsche 718 privée

Carel Godin de Beaufort a engagé sa Porsche 718 (moteur quatre cylindres à plat refroidi par air, 165 chevaux), une ancienne Formule 2 avec laquelle il dispute sa troisième saison.

## Coureurs inscrits

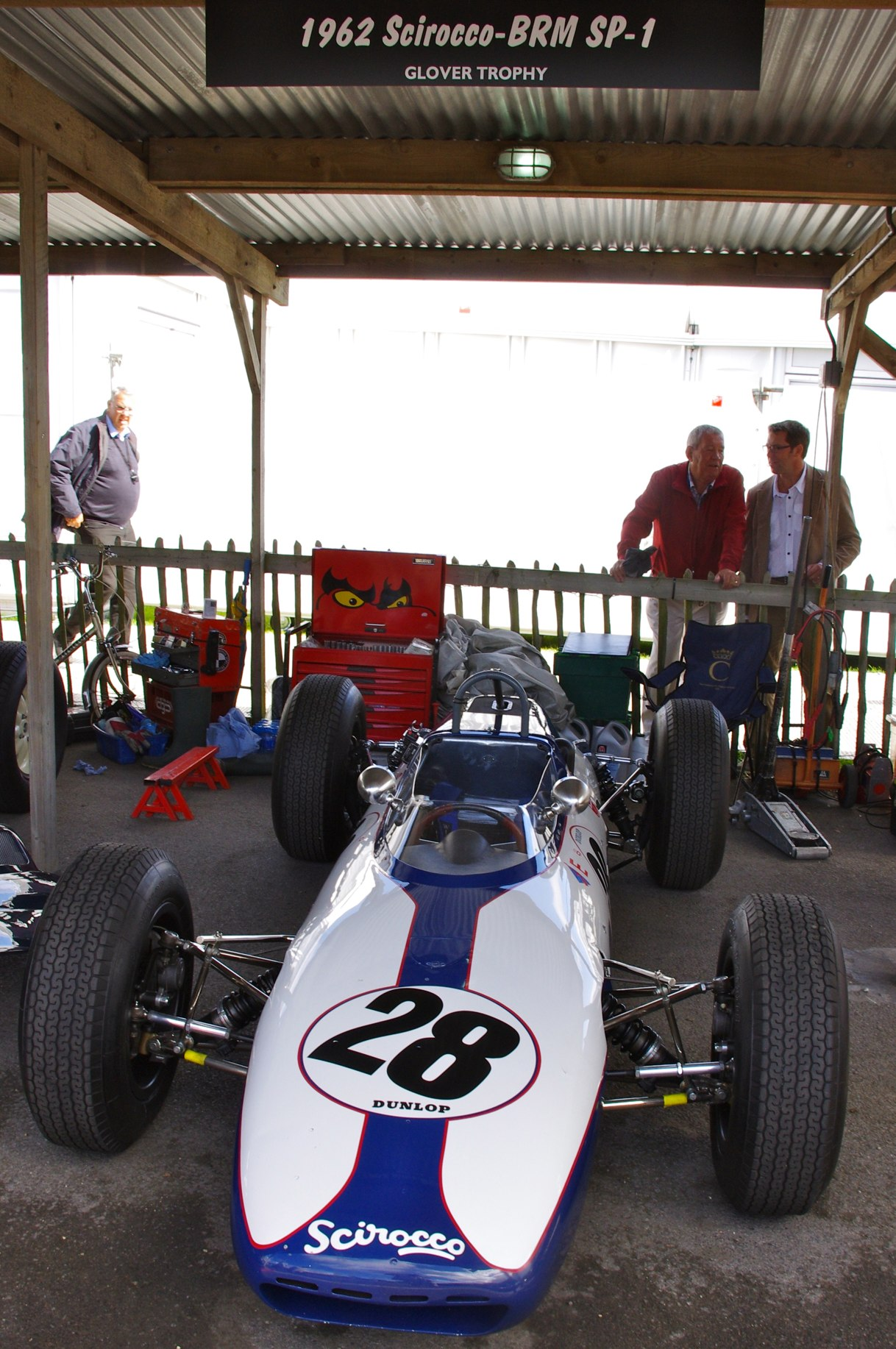
Trois nouveautés sont attendues à l'occasion du Grand Prix de Belgique, dont la Scirocco à moteur BRM.

| no | Pilote                  | Écurie                      | Constructeur | Modèle         | N° châssis | Moteur                  | Pneumatiques | Commentaire                                                    |
| -- | ----------------------- | --------------------------- | ------------ | -------------- | ---------- | ----------------------- | ------------ | -------------------------------------------------------------- |
| 1  | Jim Clark               | Team Lotus                  | Lotus        | Lotus 25       | 25 R4      | Coventry Climax FWMV V8 | D            |                                                                |
| 2  | Trevor Taylor           | Team Lotus                  | Lotus        | Lotus 25       | 25 R5      | Coventry Climax FWMV V8 | D            |                                                                |
| T  | Jim Clark Trevor Taylor | Team Lotus                  | Lotus        | Lotus 25       | 25 R3      | Coventry Climax FWMV V8 | D            | mulet utilisé par Taylor pour la course (n°2)                  |
| 3  | Peter Arundell          | Team Lotus                  | Lotus        | Lotus 25       |            | Coventry Climax FWMV V8 | D            | forfait                                                        |
| 4  | Innes Ireland           | British Racing Partnership  | BRP          | BRP MkI        | BRP/1-63   | BRM P56 V8              | D            |                                                                |
| 5  | Jim Hall                | British Racing Partnership  | Lotus        | Lotus 24       | 24-945     | BRM P56 V8              | D            |                                                                |
| 7  | Graham Hill             | Owen Racing Organisation    | BRM          | BRM P57        | 5785       | BRM P56 V8              | D            |                                                                |
| T  | Graham Hill             | Owen Racing Organisation    | BRM          | BRM P57        | 5781       | BRM P56 V8              | D            | mulet (monoplace initialement prévue pour Scuderia Centro Sud) |
| 8  | Richie Ginther          | Owen Racing Organisation    | BRM          | BRM P57        | 5784       | BRM P56 V8              | D            |                                                                |
| 9  | John Surtees            | SpA Ferrari SEFAC           | Ferrari      | Ferrari 156-63 | 156/0003   | Ferrari 178 V6 (120°)   | D            |                                                                |
| 10 | Willy Mairesse          | SpA Ferrari SEFAC           | Ferrari      | Ferrari 156-63 | 156/0002   | Ferrari 178 V6 (120°)   | D            |                                                                |
| 12 | Joakim Bonnier          | Rob Walker Racing Team      | Cooper       | Cooper T60     | F1-18-61   | Coventry Climax FWMV V8 | D            |                                                                |
| T  | Joakim Bonnier          | Rob Walker Racing Team      | Cooper       | Cooper T66     | F1-2-63    | Coventry Climax FWMV V8 | D            | voiture testée aux essais, non retenue pour la course          |
| 14 | Bruce McLaren           | Cooper Car Company          | Cooper       | Cooper T66     | F1-4-63    | Coventry Climax FWMV V8 | D            |                                                                |
| 15 | Tony Maggs              | Cooper Car Company          | Cooper       | Cooper T66     | F1-5-63    | Coventry Climax FWMV V8 | D            |                                                                |
| 17 | Jack Brabham            | Brabham Racing Organisation | Brabham      | Brabham BT3    | F1-1-62    | Coventry Climax FWMV V8 | D            |                                                                |
| 18 | Dan Gurney              | Brabham Racing Organisation | Brabham      | Brabham BT7    | F1-1-63    | Coventry Climax FWMV V8 | D            |                                                                |
| 19 | Lorenzo Bandini         | Scuderia Centro Sud         | BRM          | BRM P57        | 5781       | BRM P56 V8              | D            | forfait (monoplace utilisée comme mulet par BRM)               |
| 21 | Chris Amon              | Reg Parnell Racing          | Lola         | Lola Mk4A      | BRGP-44    | Coventry Climax FWMV V8 | D            |                                                                |
| 22 | Lucien Bianchi          | Reg Parnell Racing          | Lola         | Lola Mk4       | BRGP-42    | Coventry Climax FWMV V8 | D            |                                                                |
| 24 | Tony Settember          | Scirocco Racing Cars        | Scirocco     | Scirocco SP    | SP-1-63    | BRM P56 V8              | D            |                                                                |
| 25 | Ian Burgess             | Scirocco Racing Cars        | Scirocco     | Scirocco SP    | SP-2-63    | BRM P56 V8              | D            | forfait (voiture non prête)                                    |
| 26 | Phil Hill               | Automobili Turismo e Sport  | ATS          | ATS 100        | 100-01     | ATS V8                  | D            |                                                                |
| 27 | Giancarlo Baghetti      | Automobili Turismo e Sport  | ATS          | ATS 100        | 100-02     | ATS V8                  | D            |                                                                |
| 28 | Joseph Siffert          | Siffert Racing Team         | Lotus        | Lotus 24       | 24-950     | BRM P56 V8              | D            |                                                                |
| 29 | Carel Godin de Beaufort | Ecurie Maarsbergen          | Porsche      | Porsche 718    | 718-201    | Porsche 547/3 F4        | D            |                                                                |

## Qualifications
Deux séances qualificatives sont programmées, le vendredi et samedi après-midi précédant la course.

### Première séance - vendredi 7 juin
Les essais qualificatifs commencent le vendredi en fin d'après-midi, sous le soleil. Tony Maggs est parmi les premiers à établir un temps de référence au volant de sa Cooper et à descendre sous la barre des quatre minutes au tour. Le pilote sud-africain tient longtemps le haut de l'affiche avant que Jack Brabham n'effectue une série de tours très rapides et n'établisse le meilleur temps, à 214,5 km/h de moyenne. Son coéquipier Dan Gurney a par contre très peu tourné, le comportement de sa monoplace ne lui convenant pas, les réglages de suspension n'étant pas adaptés au circuit. Les favoris Jim Clark et Graham Hill ne sont pas en mesure de jouer les premiers rôles, le premier rencontrant des problèmes de boîte de vitesses avec sa Lotus tandis que la BRM du champion du monde ne semble pas parfaitement au point. La Ferrari de John Surtees a tendance à surchauffer, contrairement à celle de son coéquipier Willy Mairesse qui attaque sans relâche devant son public et parvient, en fin de séance, à tourner à 214,9 km/h de moyenne, devançant Brabham. Arrivées sur le circuit alors que la session était déjà commencées, les deux ATS ont très peu tourné, Phil Hill n'accomplissant que deux tours lancés alors que Giancarlo Baghetti n'a pu effectuer qu'un seul tour, à vitesse réduite.

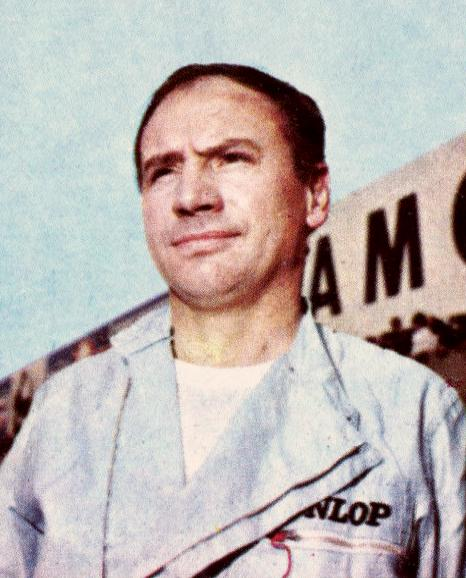
Devant son public, Willy Mairesse s'est montré le plus rapide lors de la première journée d'essais.

| Pos. | Pilote                  | Écurie         | Temps        | Écart          |
| ---- | ----------------------- | -------------- | ------------ | -------------- |
| 1    | Willy Mairesse          | Ferrari        | 3 min 56 s 2 |                |
| 2    | Jack Brabham            | Brabham-Climax | 3 min 56 s 6 | + 0 s 4        |
| 3    | Tony Maggs              | Cooper-Climax  | 3 min 57 s 1 | + 0 s 9        |
| 4    | John Surtees            | Ferrari        | 3 min 57 s 9 | + 1 s 7        |
| 5    | Bruce McLaren           | Cooper-Climax  | 3 min 58 s 3 | + 2 s 1        |
| 6    | Joakim Bonnier          | Cooper-Climax  | 4 min 01 s 4 | + 5 s 2        |
| 7    | Graham Hill             | BRM            | 4 min 01 s 6 | + 5 s 4        |
| 8    | Trevor Taylor           | Lotus-Climax   | 4 min 02 s 7 | + 6 s 5        |
| 9    | Joseph Siffert          | Lotus-BRM      | 4 min 03 s 9 | + 7 s 7        |
| 10   | Richie Ginther          | BRM            | 4 min 04 s 5 | + 8 s 3        |
| 11   | Innes Ireland           | Lotus-BRM      | 4 min 05 s 3 | + 9 s 1        |
| 12   | Jim Hall                | Lotus-BRM      | 4 min 05 s 4 | + 9 s 2        |
| 13   | Jim Clark               | Lotus-Climax   | 4 min 06 s 7 | + 10 s 5       |
| 14   | Lucien Bianchi          | Lola-Climax    | 4 min 08 s 5 | + 12 s 3       |
| 15   | Carel Godin de Beaufort | Porsche        | 4 min 14 s 6 | + 18 s 4       |
| 16   | Chris Amon              | Lola-Climax    | 4 min 17 s 2 | + 21 s 0       |
| 17   | Phil Hill               | ATS            | 4 min 26 s 1 | + 29 s 9       |
| 18   | Dan Gurney              | Brabham-Climax | 4 min 28 s 8 | + 32 s 6       |
| 19   | Tony Settember          | Scirocco-BRM   | 4 min 31 s 7 | + 35 s 5       |
| 20   | Giancarlo Baghetti      | ATS            | 8 min 34 s 8 | + 4 min 38 s 6 |

### Deuxième séance - samedi 8 juin
La deuxième session commence en début d'après-midi, toujours sous le soleil. D'emblée, Graham Hill bat les temps réalisés la veille et parvient à tourner à près de 217 km/h de moyenne au volant de sa BRM. Personne ne parviendra à inquiéter le pilote britannique, seul Gurney s'en approchant à moins d'une seconde. Les problèmes de boîte de vitesses ne sont pas complètement réglés sur la Lotus de Clark, qui devra attendre la fin de la séance pour accomplir une série de tour lancés, se qualifiant à trois secondes de Hill. Son coéquipier Trevor Taylor a dû se rabattre sur le mulet, étant sorti de la route à cause de l'affaissement de la suspension de sa monoplace, qui ne pourra être réparée pour la course. Comme l'année précédente, Hill partira en pole position. Il prendra le départ au côté de Gurney et de Mairesse, le pilote belge complétant la première ligne, et devant les deux Cooper de Maggs et McLaren. Pour sa première sortie, la BRP s'est montrée compétitive, Innes Ireland ayant obtenu le sixième temps de la séance ; il partira en troisième ligne entre Brabham (qui n'a pas cherché à améliorer sa performance de la veille) et Clark. Manquant de mise au point, les deux ATS Phil Hill et Baghetti partiront en fond de grille, tout comme la nouvelle Scirocco de Tony Settember.
| Pos. | Pilote                  | Écurie         | Temps        | Écart          |
| ---- | ----------------------- | -------------- | ------------ | -------------- |
| 1    | Graham Hill             | BRM            | 3 min 54 s 1 |                |
| 2    | Dan Gurney              | Brabham-Climax | 3 min 55 s 0 | + 00 s 9       |
| 3    | Willy Mairesse          | Ferrari        | 3 min 55 s 3 | + 1 s 2        |
| 4    | Tony Maggs              | Cooper-Climax  | 3 min 56 s 0 | + 1 s 9        |
| 5    | Bruce McLaren           | Cooper-Climax  | 3 min 56 s 2 | + 2 s 1        |
| 6    | Innes Ireland           | BRP-BRM        | 3 min 56 s 9 | + 2 s 8        |
| 7    | Jim Clark               | Lotus-Climax   | 3 min 57 s 1 | + 3 s 0        |
| 8    | Richie Ginther          | BRM            | 3 min 57 s 6 | + 3 s 5        |
| 9    | John Surtees            | Ferrari        | 3 min 57 s 9 | + 3 s 8        |
| 10   | Trevor Taylor           | Lotus-Climax   | 3 min 58 s 1 | + 4 s 0        |
| 11   | Jim Hall                | Lotus-BRM      | 4 min 00 s 1 | + 6 s 0        |
| 12   | Joakim Bonnier          | Cooper-Climax  | 4 min 00 s 1 | + 6 s 0        |
| 13   | Jack Brabham            | Brabham-Climax | 4 min 00 s 7 | + 6 s 6        |
| 14   | Joseph Siffert          | Lotus-BRM      | 4 min 02 s 3 | + 8 s 2        |
| 15   | Chris Amon              | Lola-Climax    | 4 min 04 s 9 | + 10 s 8       |
| 16   | Lucien Bianchi          | Lola-Climax    | 4 min 06 s 5 | + 12 s 4       |
| 17   | Phil Hill               | ATS            | 4 min 06 s 7 | + 12 s 6       |
| 18   | Tony Settember          | Scirocco-BRM   | 4 min 25 s 2 | + 31 s 1       |
| 19   | Giancarlo Baghetti      | ATS            | 4 min 33 s 6 | + 39 s 5       |
| 20   | Carel Godin de Beaufort | Porsche        | 6 min 55 s 2 | + 3 min 01 s 1 |

### Tableau final des qualifications

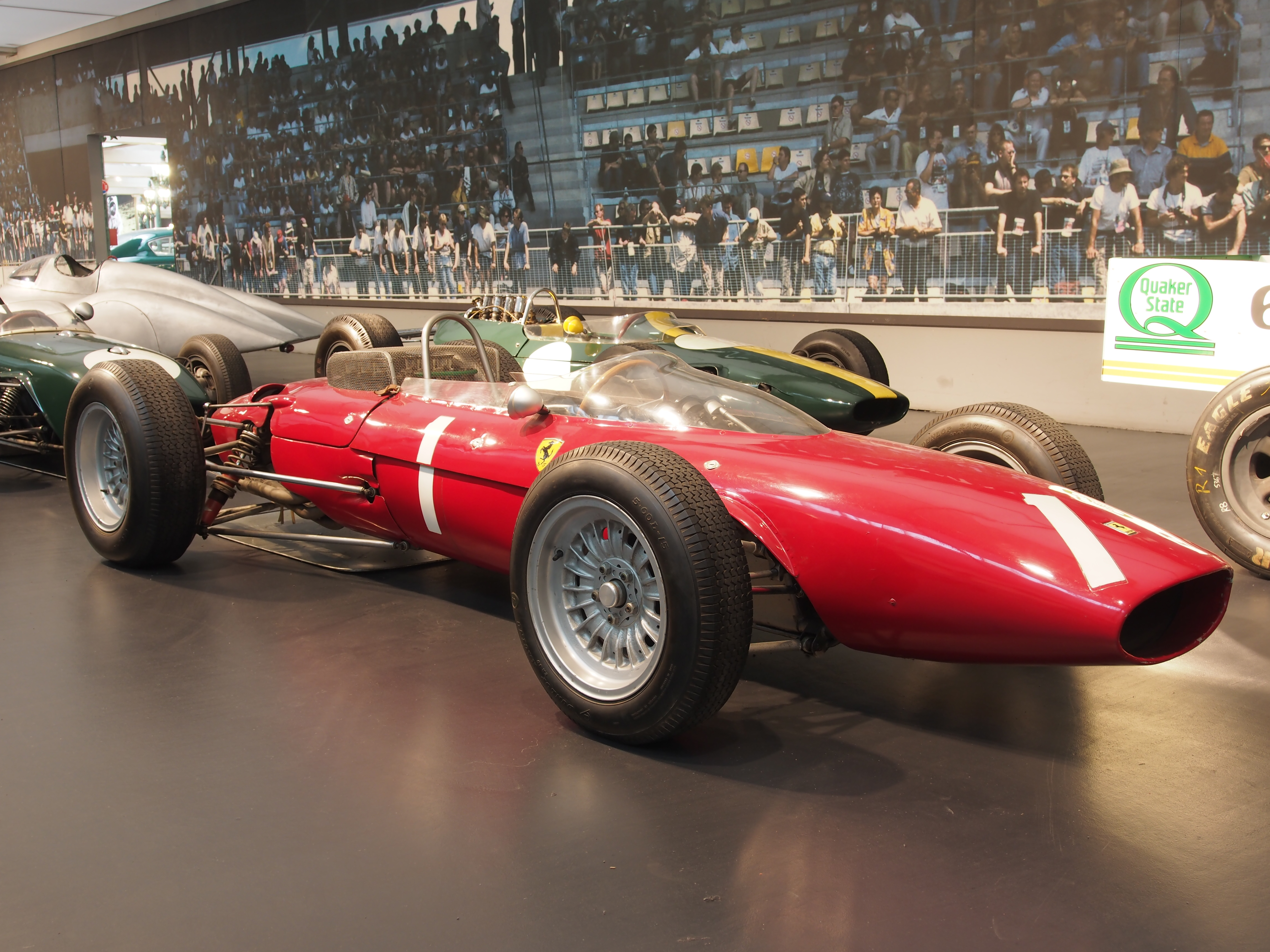
Une Ferrari 156-63 semblable à celle de Mairesse, auteur du troisième meilleur temps des qualifications.

| Pos. | Pilote                  | Écurie         | Temps        | Écart    | Commentaire               |
| ---- | ----------------------- | -------------- | ------------ | -------- | ------------------------- |
| 1    | Graham Hill             | BRM            | 3 min 54 s 1 |          | temps réalisé le samedi   |
| 2    | Dan Gurney              | Brabham-Climax | 3 min 55 s 0 | + 0 s 9  | temps réalisé le samedi   |
| 3    | Willy Mairesse          | Ferrari        | 3 min 55 s 3 | + 1 s 2  | temps réalisé le samedi   |
| 4    | Tony Maggs              | Cooper-Climax  | 3 min 56 s 0 | + 1 s 9  | temps réalisé le samedi   |
| 5    | Bruce McLaren           | Cooper-Climax  | 3 min 56 s 2 | + 2 s 1  | temps réalisé le samedi   |
| 6    | Jack Brabham            | Brabham-Climax | 3 min 56 s 6 | + 2 s 5  | temps réalisé le vendredi |
| 7    | Innes Ireland           | Lotus-BRM      | 3 min 56 s 9 | + 2 s 8  | temps réalisé le samedi   |
| 8    | Jim Clark               | Lotus-Climax   | 3 min 57 s 1 | + 3 s 0  | temps réalisé le samedi   |
| 9    | Richie Ginther          | BRM            | 3 min 57 s 6 | + 3 s 5  | temps réalisé le samedi   |
| 10   | John Surtees            | Ferrari        | 3 min 57 s 9 | + 3 s 8  | temps réalisé le samedi   |
| 11   | Trevor Taylor           | Lotus-Climax   | 3 min 58 s 1 | + 4 s 0  | temps réalisé le samedi   |
| 12   | Jim Hall                | Lotus-BRM      | 4 min 00 s 1 | + 6 s 0  | temps réalisé le samedi   |
| 13   | Joakim Bonnier          | Cooper-Climax  | 4 min 00 s 1 | + 6 s 0  | temps réalisé le samedi   |
| 14   | Joseph Siffert          | Lotus-BRM      | 4 min 02 s 3 | + 8 s 2  | temps réalisé le samedi   |
| 15   | Chris Amon              | Lola-Climax    | 4 min 04 s 9 | + 10 s 8 | temps réalisé le samedi   |
| 16   | Lucien Bianchi          | Lola-Climax    | 4 min 06 s 5 | + 12 s 4 | temps réalisé le samedi   |
| 17   | Phil Hill               | ATS            | 4 min 06 s 7 | + 12 s 6 | temps réalisé le samedi   |
| 18   | Carel Godin de Beaufort | Porsche        | 4 min 14 s 6 | + 20 s 5 | temps réalisé le vendredi |
| 19   | Tony Settember          | Scirocco-BRM   | 4 min 25 s 2 | + 31 s 1 | temps réalisé le samedi   |
| 20   | Giancarlo Baghetti      | ATS            | 4 min 33 s 6 | + 39 s 5 | temps réalisé le samedi   |

## Grille de départ du Grand Prix

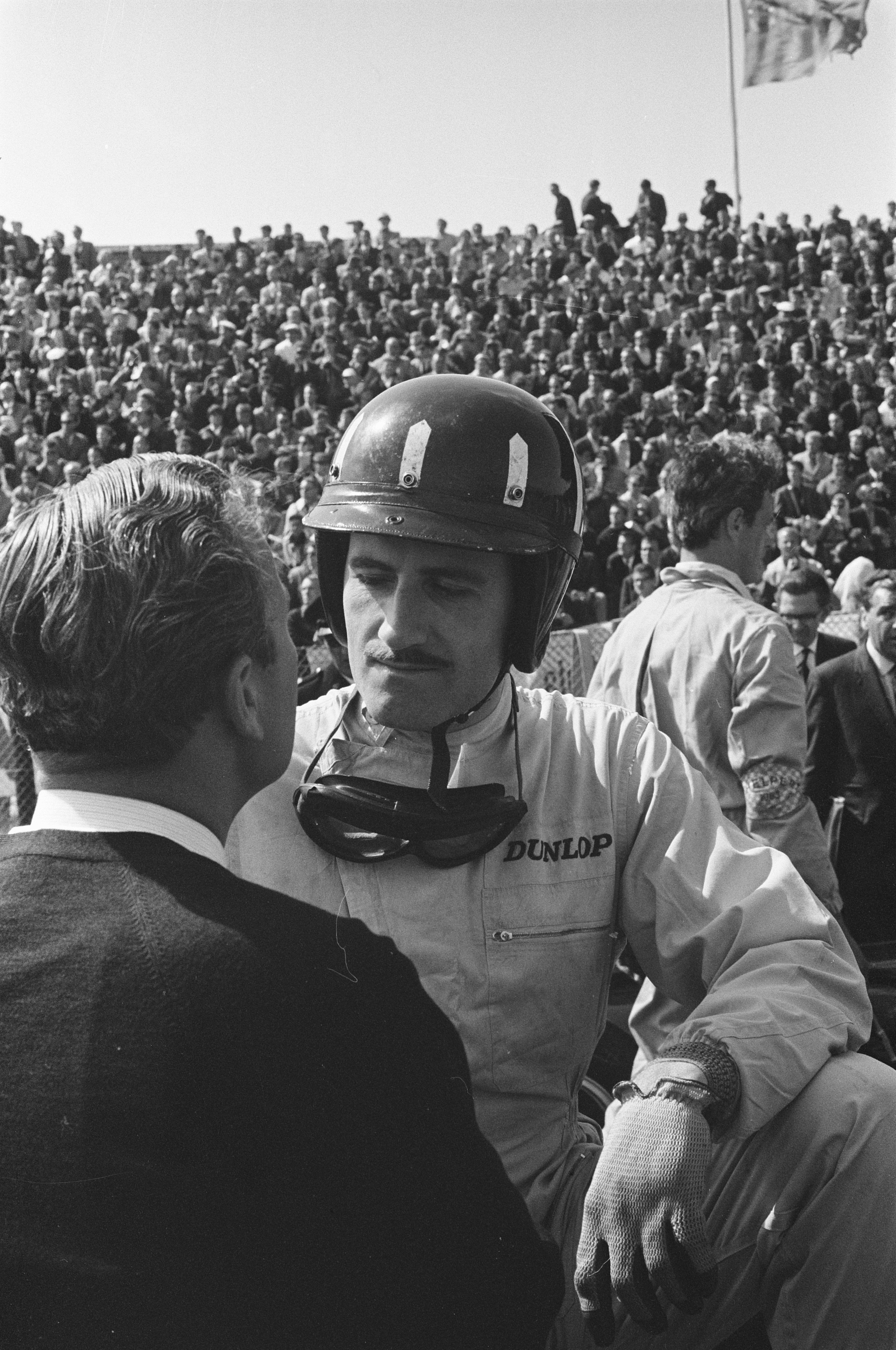
Graham Hill s'élancera en pole position.

| 1re ligne | Pos. 1                    |                                 | Pos. 2                      |                              | Pos. 3                        |
|           | G. Hill BRM 3 min 54 s 1  |                                 | Gurney Brabham 3 min 55 s 0 |                              | Mairesse Ferrari 3 min 55 s 3 |
| 2e ligne  |                           | Pos. 4                          |                             | Pos. 5                       |                               |
|           |                           | Maggs Cooper 3 min 56 s 0       |                             | McLaren Cooper 3 min 56 s 2  |                               |
| 3e ligne  | Pos. 6                    |                                 | Pos. 7                      |                              | Pos. 8                        |
|           | Brabham 3 min 56 s 6      |                                 | Ireland BRP 3 min 56 s 9    |                              | Clark Lotus 3 min 57 s 1      |
| 4e ligne  |                           | Pos. 9                          |                             | Pos. 10                      |                               |
|           |                           | Ginther BRM 3 min 57 s 6        |                             | Surtees Ferrari 3 min 57 s 9 |                               |
| 5e ligne  | Pos. 11                   |                                 | Pos. 12                     |                              | Pos. 13                       |
|           | Taylor Lotus 3 min 58 s 1 |                                 | Hall Lotus 4 min 00 s 1     |                              | Bonnier Cooper 4 min 00 s 1   |
| 6e ligne  |                           | Pos. 14                         |                             | Pos. 15                      |                               |
|           |                           | Siffert Lotus 4 min 02 s 3      |                             | Amon Lola 4 min 04 s 9       |                               |
| 7e ligne  | Pos. 16                   |                                 | Pos. 17                     |                              | Pos. 18                       |
|           | Bianchi Lola 4 min 06 s 5 |                                 | P. Hill ATS 4 min 06 s 7    |                              | Beaufort Porsche 4 min 14 s 6 |
| 8e ligne  |                           | Pos. 19                         |                             | Pos. 20                      |                               |
|           |                           | Settember Scirocco 4 min 25 s 2 |                             | Baghetti ATS 4 min 33 s 6    |                               |

## Déroulement de la course

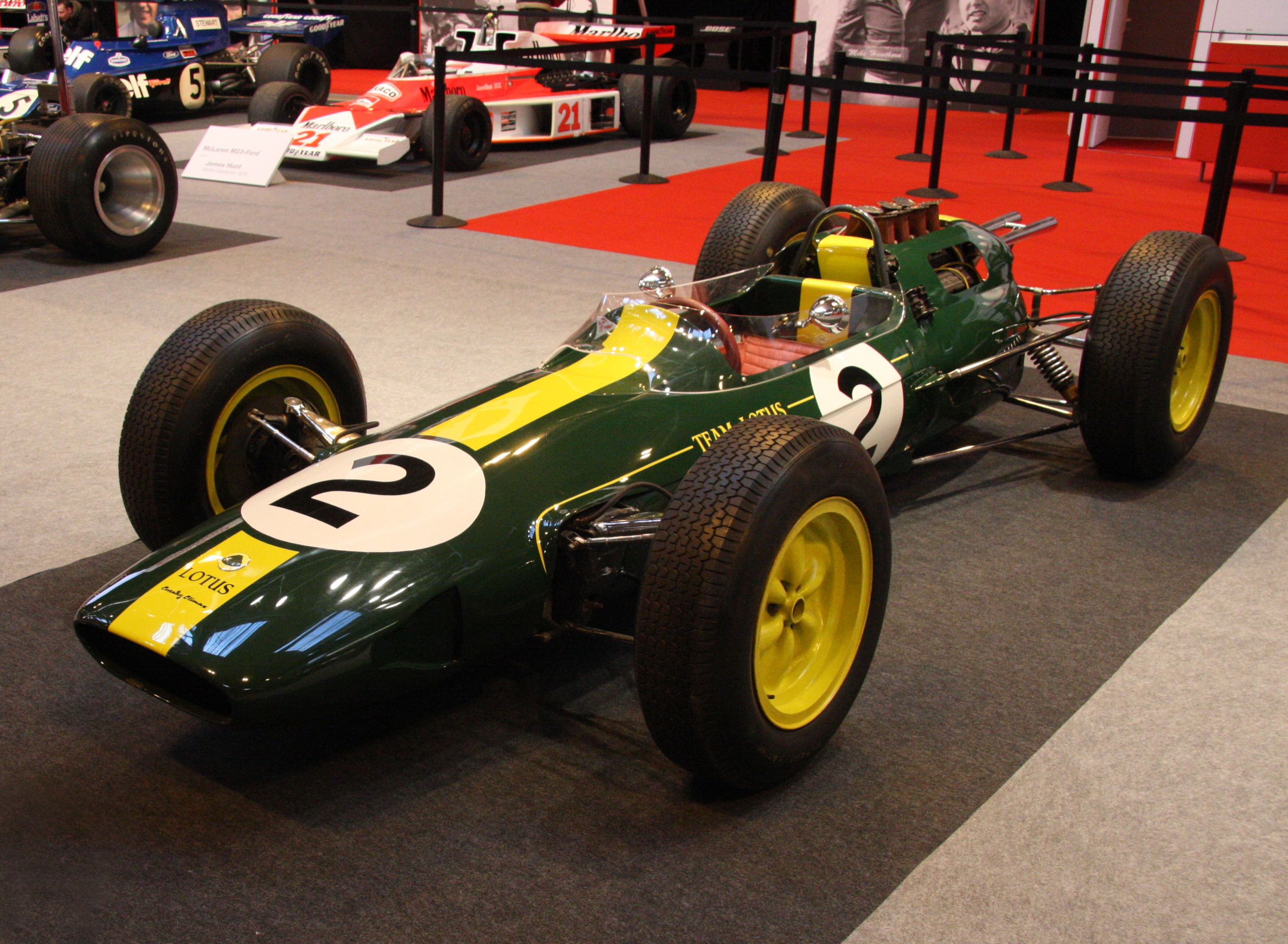
La Lotus 25 de Jim Clark a dominé la course de bout en bout.

Le départ est donné le dimanche à quinze heures trente. Il a plu toute la matinée aussi, malgré l'accalmie passagère, la piste est-elle toujours détrempée au moment où les vingt monoplaces s'élancent. Placés en première ligne, Graham Hill et Dan Gurney partent promptement mais à leur côté la Ferrari de Willy Mairesse patine quelques instants en restant sur place et se fait déborder de toute part. Pour l'éviter, Jim Clark, parti en troisième ligne et qui avait pressenti la nervosité de Mairesse devant son public, emprunte la zone de décélération des stands ; lancé, il se porte au niveau des premiers et parvient à placer sa Lotus en tête à l'abord du Raidillon de l'Eau Rouge, devant la BRM du champion du monde et la Brabham de Gurney. À la fin du premier tour, Clark et Hill ont pris une énorme avance sur leurs poursuivants, Gurney et son coéquipier Jack Brabham apparaissant côte à côte quinze secondes plus tard, devant Mairesse qui a regagné plusieurs places après son envol manqué. Au passage suivant, l'écart s'est encore creusé, les deux Britanniques devançant de vingt-deux secondes Mairesse, désormais troisième devant Brabham, alors que Gurney a rétrogradé en sixième position derrière la Cooper de Bruce McLaren et se trouve sous la menace de la Ferrari de John Surtees. Ce dernier prend peu après la sixième place, puis la cinquième après avoir débordé McLaren. À la fin du quatrième tour, alors que Clark et Hill ont encore augmenté leur avance sur le groupe de chasse, Mairesse rate son freinage à l'épingle de la Source et doit emprunter l'échappatoire ; il reprend la piste juste devant McLaren, alors que Brabham et Surtees viennent de passer. Gêné en début de course par des vitesses qui sautaient, Clark a accéléré la cadence et s'est détaché de Hill. Après cinq tours, il a relégué son principal adversaire à huit secondes. Troisième juste devant Surtees et McLaren, Brabham accuse déjà quarante-quatre secondes de retard. Mairesse a des problèmes d'injection et s'arrête à son stand alors que passe Gurney. Le pilote belge repartira sans que le problème soit réglé et abandonnera peu après. Brabham rencontre également des problèmes de carburation et doit laisser passer Surtees. La piste commence à s'assécher et la moyenne augmente. Hill perd du terrain sur Clark et Surtees réduit imperceptiblement son retard sur la BRM. À la fin du huitième tour, alors que Brabham rentre à son stand pour tenter de réparer sa pompe d'injection, l'écart entre les deux premiers est passé à douze secondes.
Hill perd maintenant deux secondes au tour sur Clark et sa marge sur Surtees n'est plus aussi confortable, le pilote Ferrari lui reprenant plus d'une seconde à chaque boucle. Beaucoup plus loin, Gurney a pris le meilleur sur McLaren dont le moteur ne donne plus toute sa puissance. Tandis que Brabham renonce, Clark continue à forcer l'allure, avec désormais vingt secondes d'avance. Surtees grignote toujours son retard sur Hill mais au quatorzième tour son moteur commence à avoir des ratés et il doit rentrer au stand, perdant toute chance de bien figurer. À Plus d'une minute de la Lotus de tête, Gurney prend alors la troisième place. Alors qu'on arrive à la mi-course, le ciel devient à nouveau menaçant. Clark, qui vient de tourner à 213 km/h de moyenne, a porté son avance sur Hill à vingt-six secondes lorsqu'une averse éclate. Quelques minutes plus tard le vent se lève et l'orage gronde. La BRM de Hill commence à émettre un bruit bizarre et le pilote britannique n'ira pas beaucoup plus loin. Tous les pilotes ont levé le pied, mais dans ces conditions McLaren, qui avait été débordé par la BRM de Richie Ginther, commence à revenir sur l'Américain.
Au vingtième tour, la pluie s'est intensifiée et Clark a porté son avance sur Gurney à plus de deux minutes. Le Californien est loin devant McLaren et Ginther, dont la voiture se comporte très mal sur le mouillé, contrairement à la Cooper de Tony Maggs qui va s'emparer de la quatrième place au vingt-et-unième tour. Joakim Bonnier, qui effectue une course régulière sur sa Cooper, roule isolé en sixième position. McLaren, dont le moteur ne tourne plus que sept cylindres, parvient à préserver sa troisième place. La piste est bientôt complètement détrempée et le rythme baisse sérieusement. Clark est sur le point de prendre un tour d'avance sur tous ses adversaires : il déborde Ginther, puis Maggs trois tours plus tard. La pluie redouble d'intensité et la visibilité devient problématique. Aveuglé, Maggs sort de la piste. Il parvient à repartir, rejoint son stand pour changer ses lunettes et découvre alors que son radiateur d'huile a éclaté ; c'est l'abandon. Malgré son allumage défaillant, McLaren n'a pas baissé les bras ; lorsque Clark le déborde, il parvient à se caler dans son sillage. À deux tours de la fin, ils rejoignent Gurney. Celui-ci s'écarte pour laisser passer la Lotus, ignorant que la Cooper est dans ses roues. McLaren en profite pour prendre la seconde place, à la surprise de l'Américain ! Avec un tour d'avance, Clark baisse alors nettement sa cadence. C'est presque au ralenti qu'il termine la course, remportant sa deuxième victoire sur ce circuit. McLaren, qui a redoublé la Lotus, prend une belle seconde place malgré ses problèmes de moteur. Seul à terminer dans le même tour que le vainqueur, il devance Gurney et Ginther, tandis que Bonnier termine attardé devant la vieille Porsche privée de Carel Godin de Beaufort, méritant sixième.

### Classements intermédiaires
Classements intermédiaires des monoplaces aux premier, deuxième, troisième, cinquième, huitième, dixième, quinzième, vingtième et vingt-cinquième tours,.

### Classement de la course

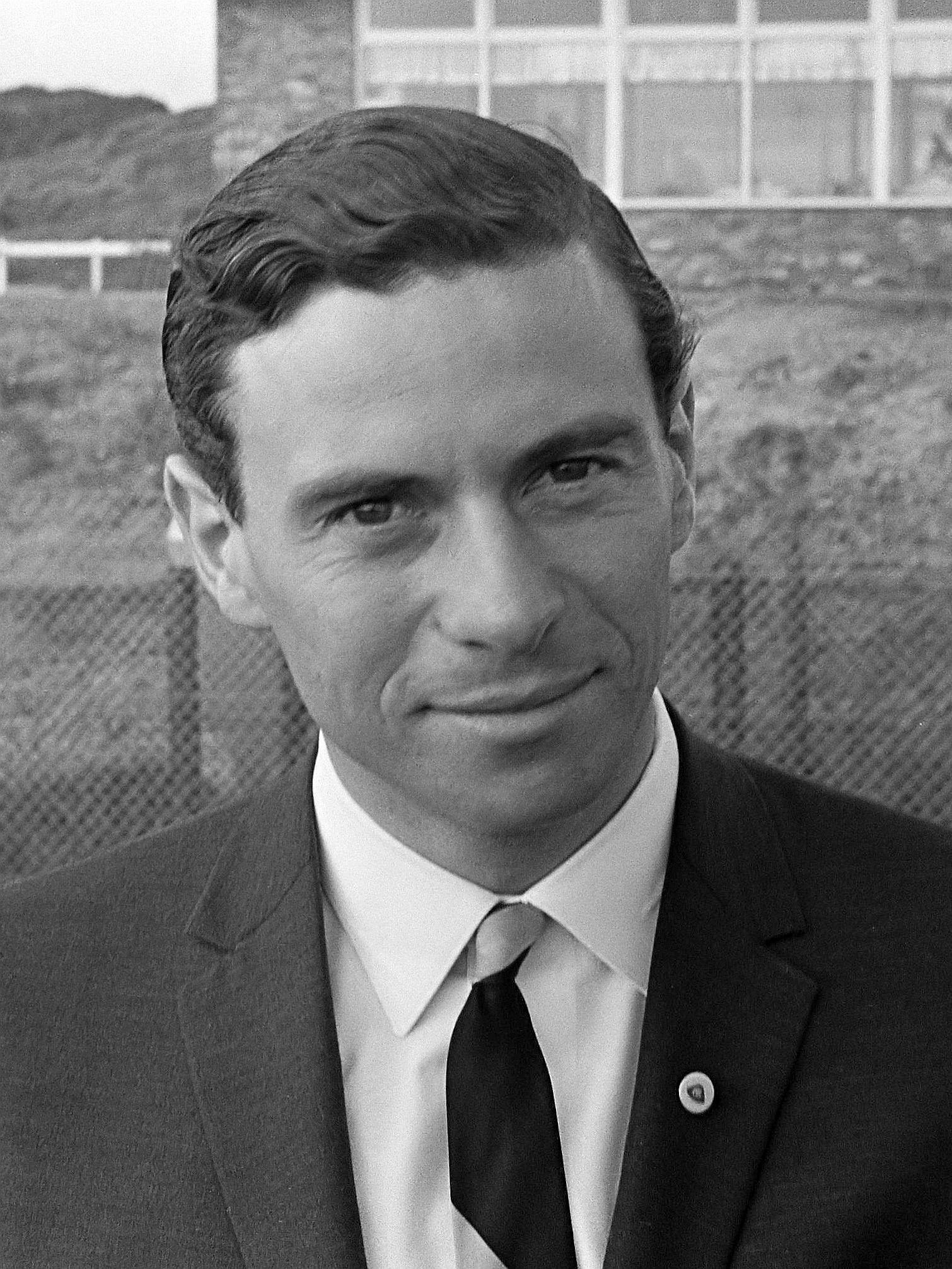
Malchanceux à Monaco, Jim Clark a pris une éclatante revanche en Belgique.

| Pos  | No | Pilote                  | Écurie         | Tours | Temps/Abandon                      | Grille | Points |
| ---- | -- | ----------------------- | -------------- | ----- | ---------------------------------- | ------ | ------ |
| 1    | 6  | Jim Clark               | Lotus-Climax   | 32    | 2 h 27 min 47 s 6                  | 8      | 9      |
| 2    | 14 | Bruce McLaren           | Cooper-Climax  | 32    | 2 h 32 min 41 s 6 (+ 4 min 54 s 0) | 5      | 6      |
| 3    | 18 | Dan Gurney              | Brabham-Climax | 31    | 2 h 28 min 16 s 3 (+ 1 tour)       | 2      | 4      |
| 4    | 8  | Richie Ginther          | BRM            | 31    | 2 h 32 min 45 s 8 (+ 1 tour)       | 9      | 3      |
| 5    | 12 | Jo Bonnier              | Cooper-Climax  | 30    | 2 h 28 min 08 s 9 (+ 2 tours)      | 13     | 2      |
| 6    | 29 | Carel Godin de Beaufort | Porsche        | 30    | 2 h 29 min 38 s 7 (+ 2 tours)      | 18     | 1      |
| 7    | 15 | Tony Maggs              | Cooper-Climax  | 27    | Accident                           | 4      |        |
| 8    | 24 | Tony Settember          | Scirocco-BRM   | 25    | Accident                           | 19     |        |
| Abd. | 9  | John Surtees            | Ferrari        | 19    | Injection                          | 10     |        |
| Abd. | 7  | Graham Hill             | BRM            | 17    | Boîte de vitesses                  | 1      |        |
| Abd. | 22 | Lucien Bianchi          | Lola-Climax    | 17    | Accident                           | 16     |        |
| Abd. | 5  | Jim Hall                | Lotus-BRM      | 16    | Accident                           | 12     |        |
| Abd. | 28 | Jo Siffert              | Lotus-BRM      | 16    | Accident                           | 14     |        |
| Abd. | 26 | Phil Hill               | ATS            | 13    | Boîte de vitesses                  | 17     |        |
| Abd. | 17 | Jack Brabham            | Brabham-Climax | 12    | Injection                          | 6      |        |
| Abd. | 21 | Chris Amon              | Lola-Climax    | 10    | Fuite d'huile                      | 15     |        |
| Abd. | 4  | Innes Ireland           | BRP-BRM        | 9     | Boîte de vitesses                  | 7      |        |
| Abd. | 10 | Willy Mairesse          | Ferrari        | 7     | Injection                          | 3      |        |
| Abd. | 27 | Giancarlo Baghetti      | ATS            | 7     | Boîte de vitesses                  | 20     |        |
| Abd. | 2  | Trevor Taylor           | Lotus-Climax   | 5     | Pression d'huile                   | 11     |        |

- Légende : Abd.=Abandon

### Pole position et record du tour
- Pole position :  Graham Hill en 3 min 54 s 1 (vitesse moyenne : 216,830 km/h). Temps réalisé lors de la journée d'essais du samedi 8 juin[1].
- Meilleur tour en course :  Jim Clark en 3 min 58 s 1 au 16e tour (vitesse moyenne : 213,188 km/h).

#### Évolution du record du tour en course
Le meilleur tour fut amélioré quinze fois au cours de l'épreuve.

### Tours en tête
- Jim Clark : 32 tours (1-32)

## Classement général à l'issue de la course
- Attribution des points : 9, 6, 4, 3, 2, 1 respectivement aux six premiers de chaque épreuve.
- Pour la coupe des constructeurs, même barème et seule la voiture la mieux classée de chaque équipe inscrit des points.
- Seuls les six meilleurs résultats sont comptabilisés.
- Le règlement permet aux pilotes de se relayer sur une même voiture, les points éventuellement acquis étant alors perdus pour pilotes et constructeur[1].

| Pos. | Pilote                  | Écurie  | Points | MON | BEL | NL | FRA | GBR | ALL | ITA | USA | MEX | AFS |
| ---- | ----------------------- | ------- | ------ | --- | --- | -- | --- | --- | --- | --- | --- | --- | --- |
| 1    | Bruce McLaren           | Cooper  | 10     | 4   | 6   |    |     |     |     |     |     |     |     |
| 2    | Graham Hill             | BRM     | 9      | 9   | -   |    |     |     |     |     |     |     |     |
|      | Jim Clark               | Lotus   | 9      | -   | 9   |    |     |     |     |     |     |     |     |
|      | Richie Ginther          | BRM     | 9      | 6   | 3   |    |     |     |     |     |     |     |     |
| 5    | Dan Gurney              | Brabham | 4      | -   | 4   |    |     |     |     |     |     |     |     |
| 6    | John Surtees            | Ferrari | 3      | 3   | -   |    |     |     |     |     |     |     |     |
| 7    | Tony Maggs              | Cooper  | 2      | 2   | -   |    |     |     |     |     |     |     |     |
|      | Joakim Bonnier          | Cooper  | 2      | -   | 2   |    |     |     |     |     |     |     |     |
| 9    | Trevor Taylor           | Lotus   | 1      | 1   | -   |    |     |     |     |     |     |     |     |
|      | Carel Godin de Beaufort | Porsche | 1      | -   | 1   |    |     |     |     |     |     |     |     |

| Pos. | Écurie         | Points | MON | BEL | NL | FRA | GBR | ALL | ITA | USA | MEX | AFS |
| ---- | -------------- | ------ | --- | --- | -- | --- | --- | --- | --- | --- | --- | --- |
| 1    | BRM            | 12     | 9   | 3   |    |     |     |     |     |     |     |     |
| 2    | Lotus-Climax   | 10     | 1   | 9   |    |     |     |     |     |     |     |     |
|      | Cooper-Climax  | 10     | 4   | 6   |    |     |     |     |     |     |     |     |
| 4    | Brabham-Climax | 4      | -   | 4   |    |     |     |     |     |     |     |     |
| 5    | Ferrari        | 3      | 3   | -   |    |     |     |     |     |     |     |     |
| 6    | Porsche        | 1      | -   | 1   |    |     |     |     |     |     |     |     |

## À noter
- 4e victoire en championnat du monde pour Jim Clark.
- 9e victoire en championnat du monde pour Lotus en tant que constructeur.
- 23e victoire en championnat du monde pour Climax en tant que motoriste.